# 銀灰犬牙鱂
銀灰犬牙鱂，為輻鰭魚綱鯉齒目鰕鱂亞目溪鱂科的其中一種，為熱帶淡水魚，分布於中美洲太平洋岸淡水流域，體長可達5.5公分，棲息在棲息在海拔較高、水流快速的溪流，生活習性不明，可作為觀賞魚。

## 擴展閱讀
維基物種上的相關：銀灰犬牙鱂